# 伊勢八王子駅
伊勢八王子駅（いせはちおうじえき）は、かつて三重県四日市市に存在した近畿日本鉄道（近鉄）八王子線の駅である。八王子線が区間廃止される前は同線の終着駅であった。

## 歴史
八王子線は、もともと四日市西部から産出される生糸・酒の輸送を目的に三重軌道が敷設した軽便鉄道であるが、その開業時に終着駅として開設されたのが当駅であった。当初は地元の四郷地区の四郷駅を名乗っていたが、後に八王子村駅と改称され、更に伊勢八王子駅に再改称された。令制国名の伊勢を冠したのは、国鉄中央本線八王子駅との区別を付けるためであったといわれる。
現在では、八王子線は内部線の支線（盲腸線）であるように見えるが、先に開業したのは八王子線の方であり、戦後に内部線が八王子線に先立って電化されるまでは、現在とはむしろ逆の関係にあった。
戦後、三重交通を経て運営が近鉄に移管されるが、西日野 - 当駅間は天白川と呼ばれる地元では暴れ川とされていた河川の堤防上に軌道が敷かれていた（元は、県道上に敷設されていた）ため、1974年（昭和49年）に同河川が氾濫すると、復旧困難の状況に陥った。
近鉄では、当時既に輸送量が減少していた八王子線全線の廃線を打ち出したが、地元の根強い抵抗に遭い、天白川の改修を行うため西日野 - 当駅間は廃線とするものの、西日野 - 日永間は存続させることにした。これに伴い、西日野 - 日永区間の営業が再開された1976年（昭和51年）4月1日、正式に廃駅となった。

### 年表
- 1912年（大正元年）8月14日：三重軌道が四郷駅として開設される。
- 時期不詳：八王子村駅に改称される。
- 1916年（大正5年）7月19日：三重軌道が運営を三重鉄道に移管
- 1930年（昭和5年）：この年までに伊勢八王子駅に改称
- 1944年（昭和19年）2月11日：三重鉄道が三重交通に統合
- 1964年（昭和39年）2月1日：三重交通より鉄道部門を三重電気鉄道に分離
- 1965年（昭和40年）4月1日：三重電気鉄道が近畿日本鉄道に合併
- 1974年（昭和49年）7月25日：日永 - 当駅間が集中豪雨で不通となり休止
- 1976年（昭和51年）4月1日：上記路線のうち、復旧しなかった西日野 - 当駅間の正式廃止により廃駅となる。

## 駅構造
構内は単式ホーム1面1線の駅であったが、三重軌道の開業時点では蒸気機関車が動力となっており、また1928年（昭和3年）新造の気動車（三重鉄道シハ31形気動車）も、片運転台式の単端式ガソリンカーであったため、電化によるこれらの全廃まで終端付近にターンテーブルが設置され、撤去後も路線廃止までその痕跡が残されていた。
また、電化後も電気機関車牽引の貨物列車や客車列車が設定されており、51形（旧四日市鉄道デ101形→三重鉄道デキ101形）や61形（旧松阪電気鉄道デキ11形）、あるいは71形（旧北勢電気鉄道デ20形）がこれらを牽引したほか、電車も直接制御器搭載で総括制御ができない仕様であったため、ラッシュ時などには客車を牽引しており、これらの折り返しの際に連結順序を変更するための機回し線が存在していた。駅舎は木造であった。

## 利用状況
- 主として通学・通勤用に利用された。
- 伊勢八王子駅の利用状況の変遷を下表に示す。
  - 輸送実績（乗車人員）の単位は人であり、年度での総計値を示す。年度間の比較に適したデータである。
  - 乗降人員調査結果は任意の1日における値（単位：人）である。
  - 表中、最高値を赤色で、最高値を記録した年度以降の最低値を青色で、最高値を記録した年度以前の最低値を緑色で表記している。

| 年 度              | 当駅分輸送実績（乗車人員）：人／年度 | 当駅分輸送実績（乗車人員）：人／年度 | 当駅分輸送実績（乗車人員）：人／年度 | 当駅分輸送実績（乗車人員）：人／年度 | 乗降人員調査結果 人／日 | 乗降人員調査結果 人／日 | 特 記 事 項                 |
| ------------------ | ------------------------------------ | ------------------------------------ | ------------------------------------ | ------------------------------------ | ----------------------- | ----------------------- | --------------------------- |
| 年 度              | 通勤定期                             | 通学定期                             | 定期外                               | 合 計                                | 調査日                  | 調査結果                | 特 記 事 項                 |
| 1958年（昭和33年） | 138,409                              | ←←←←                                 | 87,506                               | 225,915                              |                         |                         |                             |
| 1959年（昭和34年） |                                      | ←←←←                                 |                                      |                                      |                         |                         |                             |
| 1960年（昭和35年） |                                      | ←←←←                                 |                                      |                                      |                         |                         |                             |
| 1961年（昭和36年） |                                      | ←←←←                                 |                                      |                                      |                         |                         |                             |
| 1962年（昭和37年） |                                      | ←←←←                                 |                                      |                                      |                         |                         |                             |
| 1963年（昭和38年） |                                      | ←←←←                                 |                                      |                                      |                         |                         |                             |
| 1964年（昭和39年） |                                      | ←←←←                                 |                                      |                                      |                         |                         |                             |
| 1965年（昭和40年） | 214,260                              | ←←←←                                 | 65,961                               | 280,221                              |                         |                         |                             |
| 1966年（昭和41年） | 228,420                              | ←←←←                                 | 68,322                               | 296,742                              |                         |                         |                             |
| 1967年（昭和42年） | 239,490                              | ←←←←                                 | 68,287                               | 307,777                              |                         |                         |                             |
| 1968年（昭和43年） | 227,760                              | ←←←←                                 | 65,011                               | 292,771                              |                         |                         |                             |
| 1969年（昭和44年） | 223,650                              | ←←←←                                 | 68,820                               | 292,470                              |                         |                         |                             |
| 1970年（昭和45年） | 229,950                              | ←←←←                                 | 85,250                               | 315,200                              |                         |                         |                             |
| 1971年（昭和46年） | 235,950                              | ←←←←                                 | 97,430                               | 333,387                              |                         |                         |                             |
| 1972年（昭和47年） | 237,930                              | ←←←←                                 | 84,289                               | 322,219                              |                         |                         |                             |
| 1973年（昭和48年） | 233,970                              | ←←←←                                 | 93,580                               | 327,550                              |                         |                         |                             |
| 1974年（昭和49年） | 243,660                              | ←←←←                                 | 42,185                               | 285,845                              |                         |                         | 集中豪雨により不通 バス代行 |
| 1975年（昭和50年） | 215,730                              | ←←←←                                 | 1,455                                | 217,185                              |                         |                         | 集中豪雨により不通 バス代行 |
| 1976年（昭和51年） | 0                                    | ←←←←                                 | 0                                    | 0                                    |                         |                         | 廃止                        |

## 駅跡
駅跡は更地となっており、かつてはバスの折り返し停留所として用いられていた。現在では当該バス路線が当駅西方面に延伸されたことにより使用されておらず、柵で閉鎖されている。

## 隣の駅
近畿日本鉄道
■八王子線（廃止区間）
室山駅 - 伊勢八王子駅